# Penton Hook Lock

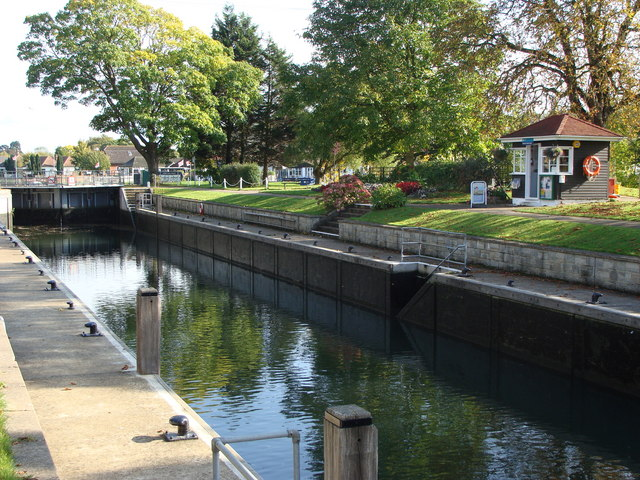
Das Penton Hook Lock

Das Penton Hook Lock ist eine Schleuse in der Themse bei Laleham, in Surrey, England. Sie ermöglicht die Umgehung eines großen Bogens im Fluss, der sich um Penton Hook Island windet. Mit einer Länge von 81 m ist die Schleuse die drittlängste aller Themseschleusen.
Es gibt zwei Wehre, die nach dem Bau der Schleuse errichtet wurden. Ein Wehr schließt von der Schleuse an Penton Hook Island an, das andere geht von der Insel über den alten Hauptarm des Flusses zum Festland. Das Wehr zum Festland hat einen breiten Übergang für Fußgänger, das andere Wehr ist gesperrt.

## Geschichte
Es gab immer wieder Probleme mit der Schifffahrt, da der Fluss das nördliche Ende von Penton Hook Island überflutete. Der erste Vorschlag für eine Schleuse wurde 1809 eingereicht. 1814 wurde der Beschluss gefasst und 1815 die Schleuse gebaut. Mit ihrer Fertigstellung wurde sie die am weitesten flussaufwärtsgelegene Schleuse, die von der City of London kontrolliert wurde. Das Wappen auf dem 1814 gebauten Schleusenwärterhaus zeugt davon. Das erste Wehr wurde 1846 eingerichtet. Zunächst lag das Wehr unterhalb des Abzweigs des Abbey River, um dem dort ansässigen Müller dienlich zu sein. Die Lage führte jedoch zu einem zu starken Abfluss und das Wehr wurde auf seine heutige Lage oberhalb des Abflusses verlegt. 1909 wurde die Schleuse erneuert.

## Der Fluss oberhalb der Schleuse
Zunächst werden die Staines Railway Bridge und die Staines Bridge passiert, der River Colne mündet hier in die Themse. Am nördlichen Ufer steht eine Nachbildung eines London Stone, der seit 1825 die Grenze der Zuständigkeit der City of London markiert. Es folgen Church Island, Hollyhock Island und Holm Island. Die M25 Runnymede Bridge überquert den Fluss und der Colne Brook mündet kurz vor dem Bell Weir Lock.
Der Themsepfad verläuft auf dem nördlichen Ufer bis zur Staines Bridge, wo er die Seite wechselt und dort bis zum Bell Weir Lock verläuft.